# Letterkenny Airport
Letterkenny Airport är en flygplats i republiken Irland. Den ligger i den norra delen av landet, 200 km nordväst om huvudstaden Dublin. Letterkenny Airport ligger 1 meter över havet.